# 起床号
起床号是一种军号曲目，主要用于在日出时唤醒军队官兵。英语中的“起床号”一词（Reveille）源自法语，原义为“醒来”。

## 号谱

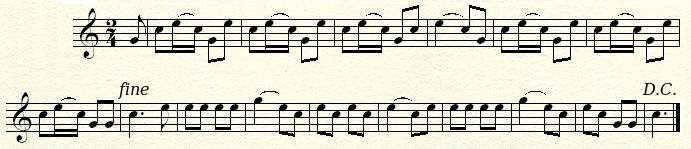
起床（Reveille）